# Erzählkunst
Erzählkunst ist die freie mündliche Erzählung und damit Weitergabe von Geschichten und traditionellen Erzählstoffen in Form des gesprochenen und gehörten Wortes. Als charakteristisch für die mündliche Erzählkunst wird das gemeinsame und zeitgleiche imaginative Erleben der Geschichten angesehen. Es handelt sich um eine Form der menschlichen Kommunikation, die im Sinne mündlicher Überlieferung meist sowohl der Unterhaltung, als auch der Vermittlung von Wissen, menschlicher Erfahrung und kulturellen Normen dient. Erzählkunst wird als partizipative Kunstform heute auch in der kulturellen Bildung, etwa für Kinder und Erwachsene mit Migrationshintergrund oder für Community-Projekte eingesetzt. Methoden und Elemente des freien Geschichtenerzählens werden auch im therapeutischen Kontext, im Marketing oder der politischen Kommunikation eingesetzt, was auf diese Bereiche bezogen im Deutschen auch mit dem Begriff Storytelling bezeichnet wird.
Das freie Erzählen von Märchen gilt seit 2016 als immaterielles Kulturerbe der Unesco.

## Erzählstoffe
Erzählstoffe können Märchen, Mythen und Sagen sein, aber auch historische, biographische und autobiographische Geschichten. Verschiedene Strömungen innerhalb der Erzählszene bevorzugen entweder den freien Vortrag in eigenen Worten oder das wortgetreue, textgebundene Erzählen nach schriftlichen Vorlagen wie die Märchensammlungen der Brüder Grimm oder Epischer Dichtung. Eine Besonderheit dieser Kunstform ist der Umgang mit dem Urheberrecht. Traditionelle Märchen und Geschichten gelten als gemeinfrei und es ist gerade das Ziel der Erzählkunst, sie 'von Mund zu Ohr' als eine lebendige Tradition weiterzugeben. Bei der Nutzung konkreter schriftlicher Textvorlagen oder anderer Prosatexte ist jedoch das Urheberrecht zu beachten. Es wird erwartet, dass Erzählende sich solche Stoffe vor dem Weitererzählen aneignen und in eine eigene Fassung bringen. Hierzu gehört auch ein respektvoller und informierter Umgang mit Geschichten verschiedener Kulturkreise. Dies gilt besonders in Fällen, in denen die Stoffe und ihre Erzähltradition als zentral für die Stiftung kultureller Identitäten angesehen werden.
Die Erzählstoffe und ihre Darbietung sind in Form von Bild- und Tonaufnahmen, Audio-Transkription oder als schriftlich verfasste Texte Gegenstand der Forschungsbereiche Märchenforschung, Folkloristik, Erzähltheorie oder Theaterwissenschaft.
In der Darbietung der Erzählstoffe ist die mündliche Erzählkunst anschlussfähig an andere darstellende Kunstformen. In eine Erzählung eingebunden werden können beispielsweise Musik, Gesang, Theater, Improvisationstheater, Pantomime, Rezitation, Figuren- und Schattentheater, Kamishibai etc. Während normalerweise nur eine Person erzählt, gibt es auch gemeinsames Erzählen, etwa bei Formen der dialogischen Mehrsprachigkeit oder bei der simultanen oder zeitlich versetzten Verdolmetschung in Gebärdensprache und andere Sprachen.

## Ausbildung und Erzählen als Beruf
Die Übergänge zwischen Erzählen im Rahmen der Alltagskommunikation und Erzählen mit künstlerischem Anspruch und Könnerschaft – etwa als Bestandteil des Berufes oder als Hauptberuf – sind fließend. In vormoderner Zeit war Erzählkunst in vielen Kulturen ein eigener Berufsstand, heute ist dies nur noch selten der Fall. In Deutschland ist 'Erzähler' keine geschützte Berufsbezeichnung. Es gibt eine Reihe von informellen aber auch von reglementierten und strukturierten Ausbildungsangeboten, wie die Zertifikatskurse der Universität der Künste Berlin, des Erzählerverbands oder der Goldmund Erzählakademie. Einzelne Erzählkünstler, Vereine oder Ausbildungsstätten publizieren zudem erzähldidaktische Anleitungen für eigenständiges Einüben des freien Erzählens.
Die mündliche Erzählkunst wird oft als Bestandteil anderer Berufe ausgeübt. Hauptberufliche Erzählerinnen und Erzähler finanzieren sich meist über eine Mischkalkulation von Gagen für Auftritte, Gehälter für längerfristige Engagements etwa in der Jugendarbeit, Veranstaltungsorganisation und Beantragung von Mitteln für die Kulturförderung, Autorenschaft von Märchenbüchern, Hörbüchern oder Erzähldidaktischen Werken sowie Erzähl-Workshops für Kinder und Erwachsene.

## Vereine
Mündliche Erzählkunst zu fördern und auszuüben ist das Ziel zahlreicher lokaler, regionaler und überregionaler Vereine. Die Vereine dienen den Mitgliedern zur Vernetzung und zur Bewerbung ihrer künstlerischen Dienstleistungen, zu denen auch die Aus- und Weiterbildung gehören kann. Die Vereinsstruktur ist zudem oft Voraussetzung für die Beantragung von Fördermitteln der Kulturförderung. Es gibt zudem nationale und internationale Dachorganisationen, darunter:
- Federation for European Storytelling. FEST (fest-network.eu)
- Verband der Erzählerinnen und Erzähler e.V. (erzaehlerverband.org)
- Europäische Märchengesellschaft e.V. (maerchen-emg.de)
- Society for Storytelling, UK (sfs.org.uk)
- Australian Storytellers australianstorytellers.org.au

## Festivals
Erzählfestivals verbinden meist Performances einzelner Erzählkünstlerinnen und Erzählkünstler, Veranstaltungen mit mehreren Erzählenden, und oft auch Workshops für Laien und fortgeschrittene Erzähler oder fachwissenschaftliche Vorträge. Einzelne Veranstaltungen können an unterschiedliches Zielpublikum gerichtet sein, z. B. Kinder, Erwachsene, mehrsprachige oder verdolmetschte Programme. Festivals dienen professionellen Erzählerinnen und Erzählern auch für den Austausch von Geschichten.
- Feuerspuren Bremen (feuerspuren.de)
- Berliner Märchentage (berliner-maerchentage.de)
- Internationales Storytelling Festival, Österreich (storytellingfestival.at)
- Beyond the Border Festival, Wales, UK (beyondtheborder.com)
- Scottish International Storytelling Festival, Schottland, UK (sisf.org.uk)
- Maratón de los cuentos, Guadalajara, Spanien maratondeloscuentos.org
- internationales Jungfrau-Erzählfestival, Schweiz (jungfrau-erzaehlfestival.ch)